# Premis Huabiao
Premis Huabiao del Cinema de la Xina (xinès simplificat: 中国电影华表奖, pinyin: Zhōngguó Diànyǐng Huábiǎo Jiǎng), també conegut simplement com els Premis Huabiao, és una cerimònia biennal de lliurament de premis per al cinema xinés.
Reben el nom de les columnes alades decoratives xineses (huabiao). Els premis es van instituir per primera vegada l'any 1956 com a premis a l'excel·lència en el cinema del Ministeri de Cultura, per a pel·lícules realitzades entre 1949 i 1955. Entre 1957 i 1979 no es van lliurar premis. El 1995, els premis van ser rebatejats com a Huabiao, celebrant-se anualment fins 2005, que passen a ser biennals. La cerimònia se celebra a Beijing i és el màxim honor del govern a la indústria cinematogràfica. Juntament amb els premis Jinji Jiang i els Baihua, és un dels tres premis cinematogràfics principals de la Xina.
A diferència d'altres cerimònies de premis, els premis Huabiao per a categories individuals sovint es donen a diversos nominats.